# Selma Reis
Selma Reis (San Gonzalo, 24 de agosto de 1960 — Teresópolis, Río de Janeiro, 19 de diciembre de 2015) fue una cantante y actriz brasileña.

## Biografía
Fue hija de María Luisa. Su familia tenía una gran pasión por las serenatas. Mientras asistía a la Escuela de Comunicación Social se trasladó a Nantes en Francia, donde pasó tres años. Se unió al curso de letras y a algunos cursos de música y técnica vocal en Francia. Selma Reis participó en varias telenovelas y miniseries de la Red Globo como: "Caminos de Indias", "Páginas de la Vida" telenovela brasileña producida y transmitida por Rede Globo; "Presencia de Anita" y "Chiquilina Gonzaga". Como cantante grabó su primer álbum en 1987, cuando lanzó el disco "Selma Reyes" interpretando composiciones Sueli Costa, Capinam, Gereba y Geraldo Azevedo, entre otros. En Londres, grabó el álbum "Selma Reyes" en 1993 por la discográfica PolyGram y con arreglos de Graham Preskett, la tapa de sus discos son una fotografía Selma Reis. Ganó relevancia por las canciones románticas de música popular brasileña ejecutadas en la década de 1980 con su timbre grave y de gran alcance. Las canciones: "Es suficiente una canción" y "¿Qué es el amor?, y el tema de la miniserie "Sweet Stream", se convirtieron en grandes éxitos en el momento.
Selma Reis participó en total de 11 álbumes.
Contrajo matrimonio con el director de fotografía brasileño Locca Faria, desde 1983 al 2012, y fueron padres de Tiago Reis.
Falleció el 19 de diciembre de 2015 a los 55 años, en el Hospital San José de Teresópolis, el cual informó de que la actriz y cantante sufría de un tumor cerebral. Se llevó a cabo una ceremonia en el Cementerio Evangélico Luterano en Nova Friburgo, en la región montañosa de Río de Janeiro.

## Filmografía
Filmografía de Selma Reis:

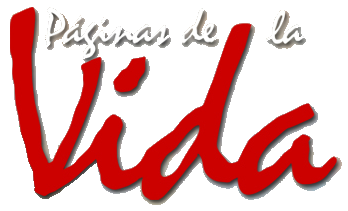
Selma Reis participó de Páginas de la vida.

- 1999,  Chiquilina Gonzaga (minissérie) .... cantante
- 2001,  Presencia de Anita (minissérie) .... gitana
- 2006,  Páginas de la vida .... Irma Zenaide (telenovela)[7]
- 2006, Alabê de Jerusalém (video)
- 2009,  India. Una historia de amor .... madre de Hamia, serie de televisión.

## Discografía
Álbumes y canciones destacadas de Selma Reis.
| - 1987, Selma Reis. Selo Independente, LScomm, PolyGram - 1990, Selma Reis. PolyGram - 1999, Só dói quando eu rio. PolyGram - 1993, Selma Reis. PolyGram - 1995, Todo sentimento. MZA - 1996, Achados e perdidos. Velas - 1999, Ares de Havana. Velas - 2002, Todo Sentimento. (relanzamiento) Albatroz Trama - 2003, Vozes. Albatroz, Trama. - 2007, Sagrado. Deck Disc - 2009, Poeta da voz (Selma Reis) | Algunos de sus sucesos: - 1990, O Que É O Amor - 1990, Estrellas de octubre - 1991, Sombra Em Nosso Olhar - 1992, Deságua - 1993, O Preço De Uma Vida - 1993, Se bastasse uma canção - 1995, Emociones suburbanas - 1996, Nossa Paixão - 1996, Feliz - 2007, Ave María |